# Alexandr Wang
Alexandr Wang (1997) is de medeoprichter en CEO van Scale AI, een bedrijf voor kunstmatige intelligentie dat diensten levert op het gebied van datalabeling en modelevaluatie om toepassingen voor kunstmatige intelligentie te ontwikkelen. 
Op 24-jarige leeftijd werd hij in 2021 de jongste selfmade miljardair ter wereld op dat moment. Forbes schatte zijn vermogen in april 2025 op 3,6 miljard dollar.

## Levensloop

### Jeugd en opleiding
Wang werd geboren in Los Alamos, New Mexico, als de zoon van Chinese immigranten die als natuurkundigen werkten bij het Los Alamos National Laboratory in New Mexico. 
Wang was al sinds zijn kindertijd gepassioneerd door wiskunde en computerprogrammering. Hij kwalificeerde zich in 2013 voor het Math Olympiad Program, in 2014 voor het Amerikaanse natuurkundeteam en was in 2012 en 2013 finalist bij de USACO. 
Hij volgde zijn opleiding aan de Los Alamos High School, waarna hij naar Silicon Valley verhuisde om software-engineer te worden bij vermogensbeheerder Addepar. Tijdens zijn tienerjaren werkte Wang voor Quora als softwareprogrammeur. Hij studeerde kort aan het Massachusetts Institute of Technology en werkte een tijdje als algoritmeontwikkelaar bij het high-frequency tradingbedrijf Hudson River Trading, voordat hij in 2016 stopte om Scale AI op te richten.

### Carrière
In 2016 was Wang medeoprichter van Scale AI, een bedrijf voor kunstmatige intelligentie dat diensten levert op het gebied van datalabeling en modelevaluatie om toepassingen voor kunstmatige intelligentie te ontwikkelen. De voormalige Amazon-directeur Jeff Wilke fungeerde als adviseur van Wang. 
In 2021 bereikte de beurswaarde van het bedrijf $ 7,3 miljard, waardoor Wang kortstondig netto $1 miljard dollar rijk was, aangezien hij 15% van het bedrijf bezat. 
Wang trad in 2023 toe tot de raad van bestuur van Expedia Group.
In juli 2023 getuigde Wang voor een hoorzitting van een subcommissie van de House Armed Services, waarbij hij sprak over de uitdagingen en mogelijke oplossingen waarmee de Amerikaanse regering te maken kreeg bij de invoering van kunstmatige intelligentie.
In juni 2024 kondigde Wang aan dat Scale AI een aannamebeleid op basis van verdienste, uitmuntendheid en intelligentie (MEI) had geformaliseerd, met de volgende woorden: "Wij geloven dat mensen beoordeeld moeten worden op de inhoud van hun karakter – en, als collega's, bovendien op hun talent, vaardigheden en werkethiek." MEI is een vergelijkbare maar tegengestelde praktijk van diversiteit, gelijkheid en inclusie (DEI).
In januari 2025 behoorde Wang tot een groep tech-oprichters en CEO's bij de tweede inauguratie van Donald Trump. Hij schreef ook een brief die rechtstreeks aan president Trump was gericht, waarin hij verklaarde dat "Amerika de AI-oorlog moet winnen". Later die maand sprak Wang op het World Economic Forum, waarbij hij de nadruk legde op de race in verband met kunstmatige intelligentie tussen de Verenigde Staten en China, met name wat betreft de mogelijkheden van het Chinese bedrijf DeepSeek.
In februari 2025 ontmoette Wang meerdere wereldleiders, waaronder de Britse premier Keir Starmer, de Indiase premier Narendra Modi, de Franse president Emmanuel Macron en de voorzitter van het Huis van Afgevaardigden van de Verenigde Staten, Mike Johnson, die ook toezicht houdt op de Bipartisan Task Force on Artificial Intelligence van het Huis van Afgevaardigden. Hij sprak met hen over de mondiale samenwerking op het gebied van kunstmatige intelligentie.
In juni 2025 kocht Meta Platforms 49% van Scale AI en ging Wang bij Meta werken. Hij bleef in de raad van bestuur van Scale AI. Meta heeft aangekondigd dat het 14,3 miljard dollar zal investeren in Scale AI, dat zal worden beheerd door een afdeling waarnaar Meta verwijst als zijn Superintelligence Lab.

### Persoonlijk leven
Tijdens het hoogtepunt van de COVID-19-pandemie was Wang de kamergenoot van zijn vriend Sam Altman, de CEO van OpenAI.

## Erkenning
In 2018 werd Wang opgenomen in de 30 Under 30-lijst van Forbes in de categorie Enterprise Technology. Hij werd in 2021 opnieuw in deze lijst opgenomen. Hij werd ook opgenomen in de Time 100 Next- en Time 100 AI-lijst, die opkomende leiders erkent die de toekomst van hun vakgebied vormgeven.